# Agoj
Agoj (ros. Агой) – wieś w Rosji, w Kraju Krasnodarskim, w rejonie tuapsińskim. W 2010 liczyła 2662 mieszkańców.